# Attapon Buathong
Attapon Buathong (thailändisch อรรถพร บัวทอง; * 25. Oktober 1986 in Ang Thong) ist ein thailändischer Fußballspieler.

## Karriere
Attapon Buathong stand bis Saisonende 2013 beim Angthong FC unter Vertrag. Der Verein aus Ang Thong spielte in der dritten Liga, der damaligen Regional League Division 2. Am Ende der Saison feierte er mit Angthong die Meisterschaft der Central/Eastern Region und den Aufstieg in die zweite Liga. Nach dem Aufstieg verließ er den Verein und schloss sich im Januar 2014 dem in der Central/Western Region spielenden Singburi Bangrajun FC an. Über den JW-Police FC, wo er 2015 unter Vertrag stand, ging er im Januar 2016 zum Kasetsart FC. Mit dem Drittligisten aus der Hauptstadt Bangkok spielte er in der Bangkok Region. Am Ende der Saison feierte er mit dem Hauptstadtverein die Vizemeisterschaft der Region sowie den Aufstieg in die zweite Liga. Am 1. Februar 2019 verpflichtete ihn der Zweitligaaufsteiger MOF Customs United FC. Für die Customs bestritt er sieben Zweitligaspiele. Nach der Hinrunde wurde sein Vertrag im Juni 2019 nicht verlängert.

## Erfolge
Angthong FC
- Regional League Division 2 – Central/East: 2013  ▲

Kasetsart FC
- Regional League Division 2 – Bangkok: 2016 (Vizemeister)  ▲